# Burgstall Hertnegg
Der Burgstall Hertnegg, auch Hertenegg genannt bezeichnet eine abgegangene mittelalterliche Höhenburg nördlich der Einöde Hertnegg, einem heutigen Ortsteil der Gemeinde Stiefenhofen im Landkreis Lindau (Bodensee) in Bayern.
Die 1227 erwähnte Burg wurde von den Herren von Hertenegg erbaut und war später im Besitz der Herren von Ellhofen.
Von der ehemaligen Burganlage zeugen noch Wall- und Grabenreste sowie ein Gedenkstein.
Die Burgstelle wurde archäologisch erfasst und als Bodendenkmal (D-7-8425-0006) unter Schutz gestellt.

## Einzelnachweise

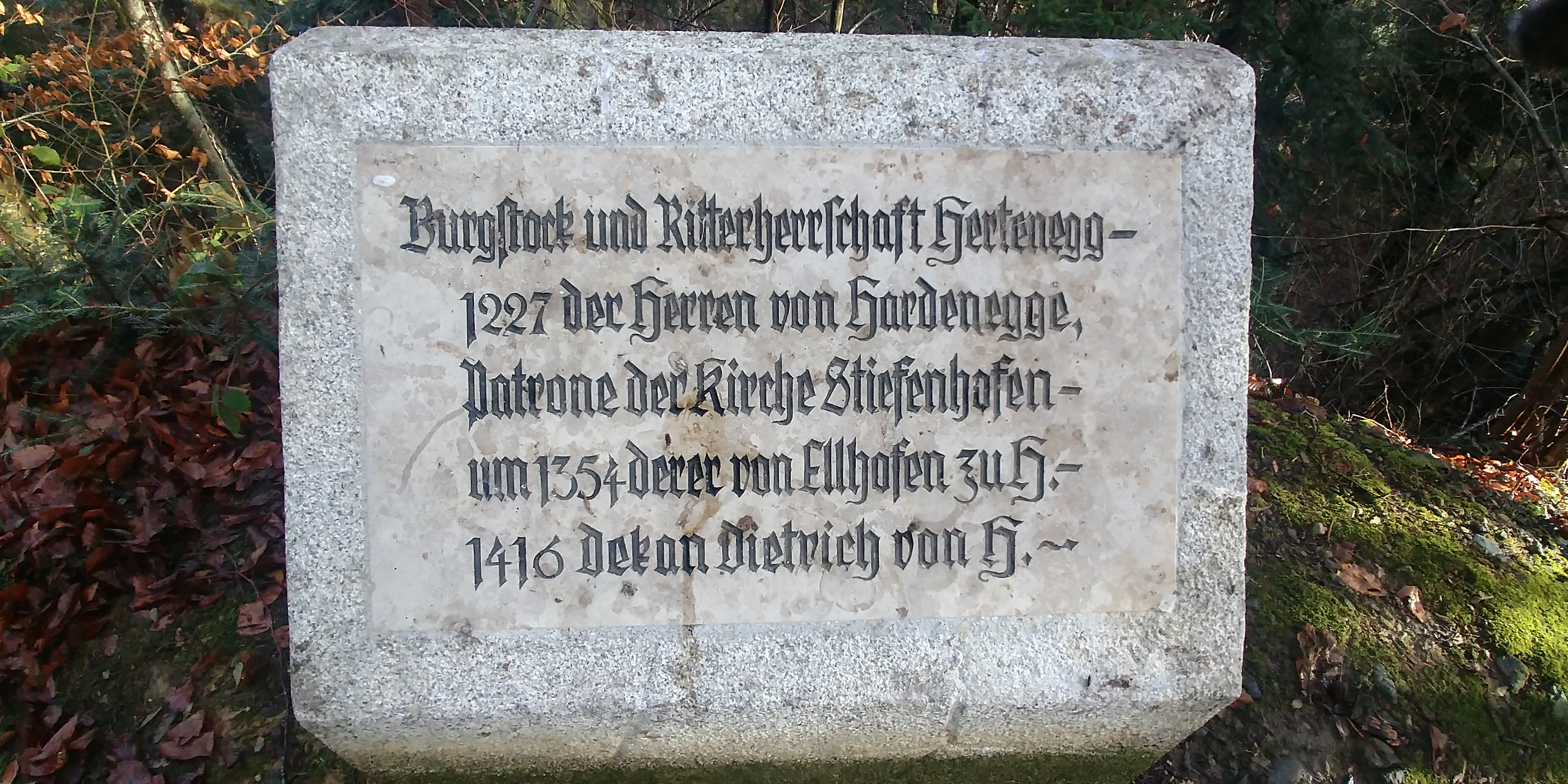
Inschrift des Gedenksteins